# Małgorzata Socha
Małgorzata Socha (ur. 23 kwietnia 1980 w Warszawie) – polska aktorka występująca przede wszystkim w serialach telewizyjnych.

## Życiorys
Jest córką Bożeny i Jerzego Sochów. Jej ojciec był pilotem wojskowym, a matka jest ekonomistką z wykształcenia. Ma starszego o dziewięć lat brata Piotra. W młodości należała do zespołu „Gawęda” i uczęszczała na zajęcia do kółka teatralnego. Ukończyła XL Liceum Ogólnokształcące z Oddziałami Dwujęzycznymi im. Stefana Żeromskiego w Warszawie.
Zadebiutowała jako aktorka tytułową rolą w spektaklu Teatru Telewizji Anka (reż. Radosław Piwowarski). Na szklanym ekranie po raz pierwszy wystąpiła jako Kate w serialu Złotopolscy (1998). Wkrótce pojawiła się również na wielkim ekranie, grając epizod w filmie Stanisława Kuźnika Moja Angelika (1999). Zagrała jedną z głównych ról w filmie Waldemara Szarka To my (2000). W 2003 ukończyła studia w Akademii Teatralnej w Warszawie.
Popularność przyniosła jej rola Zuzanny Hoffer w serialu TVN Na Wspólnej, w którym gra od 2007. Następnie została obsadzona w roli Doroty Sztern w Tylko miłość (2007–2009). W 2008 uczestniczyła w siódmej edycji programu rozrywkowego TVN Taniec z gwiazdami. Przełomem w jej karierze aktorskiej okazała się rola Violetty Kubasińskiej w serialu BrzydUla (2008–2009), która to postać stała się motywem wielu artykułów naukowych z uwagi na komizm przekręcanych przez nią związków frazeologicznych i przysłów. W 2009 zagrała w teledysku do piosenki Łukasza Zagrobelnego „Jeszcze o nas”, a w 2010 otrzymała nagrodę Kobieta Roku „Glamour” za wygraną w kategorii aktorka oraz zagrała jedną z głównych ról w filmie Krzysztofa Langa Śniadanie do łóżka (2010). Następnie pojawiła się w filmach: Weekend (2011) Cezarego Pazury i Och, Karol 2 (2011) Piotra Wereśniaka. Od 2012 gra Ingę Gruszewską, jedną z głównych bohaterek serialu Polsatu Przyjaciółki. Zagrała w filmie Piotra Wereśniaka Wkręceni 2 (2015) i teledysku do piosenki „Aneta” (2016) Sławomira Zapały. W 2017 została bohaterką kolejnej piosenki Sławomira – „Małgosia Socha” oraz zaczęła występować w kampanii reklamowej sieci salonów meblowych „Agata”. Zagrała główną rolę w filmie Filipa Zylbera Jak poślubić milionera (2019). W 2021 odebrała Telekamerę w kategorii aktorka. W latach 2020–2022 ponownie wcielała się w rolę Violetty Kubasińskiej w serialu BrzydUla 2 będącym kontynuacją BrzydUli.

## Życie prywatne
5 lipca 2008 poślubiła inżyniera Krzysztofa Wiśniewskiego. Mają troje dzieci: Zofię (ur. 2013), Barbarę (ur. 2017) i Stanisława (ur. 2018).

## Filmografia

### Filmy fabularne
- 1999: Moja Angelika jako dziewczyna szukająca pracy w Niemczech
- 2000: To my jako Karolina Grzędzielska
- 2001: Wtorek jako dziewczyna na castingu
- 2002: Sfora: Bez litości jako kobieta „Chamulca”
- 2004: Długi weekend z cyklu Święta polskie jako prostytutka
- 2005: Po sezonie jako Dasia
- 2005: Lawstorant jako Jola
- 2006: Miłość w przejściu podziemnym z cyklu Święta polskie jako reporterka Kaśka
- 2006: Samotność w sieci
- 2010: Śniadanie do łóżka jako Marta Biała
- 2010: Weekend jako Maja
- 2011: Och, Karol 2 jako Maria
- 2012: Być jak Kazimierz Deyna jako nauczycielka
- 2015: Wkręceni 2 jako Klementyna Lichoń
- 2019: Jak poślubić milionera? jako Alicja
- 2024: Baśka jako Baśka
- 2024: Jak ukradłem 100 milionów jako Katarzyna

### Seriale
- 1998–1999, 2002–2003: Złotopolscy jako Kate, córka Wonsa
- 2001: Zostać miss jako siostry-bliźniaczki, Majka i Kajka Bączek
- 2002: Sfora jako kobieta „Chamulca” (odc. 4)
- 2002, 2003: Kasia i Tomek jako Diana, narzeczona ojca Tomka (głos; seria 1, 2 i 3); Ula, Patrycja, Marta, dziewczyny Jacka (głos; seria 2)
- 2003: Zaginiona jako Jola Biedroń (odc. 3)
- 2003: Szycie na gorąco jako Jola Poleś (odc. 3)
- 2003: Rodzinka jako Mariola, pomocnica Leszczyńskiego w jego gabinecie dentystycznym
- 2003: Plebania jako klientka kwiaciarni (odc. 303)
- 2003: Miodowe lata jako Sabrina Kowalska (odc. 116)
- 2003, 2005: Lokatorzy jako Rita (odc. 164); „Żabcia” (odc. 209)
- 2003: Czego się boją faceci, czyli seks w mniejszym mieście jako Zuza (odc. 5–6)
- 2003: Bao-Bab, czyli zielono mi jako Izabela „Bjuti” Lisocka
- 2004: Stacyjka jako Marzenka Cicha, ekspedientka w markecie
- 2004: Pensjonat pod Różą jako Kasia, narzeczona Jerzego (odc. 21)
- 2004: Panienki jako Matylda
- 2004: Dziupla Cezara jako Magda Świętokrzyska, narzeczona Cezarego
- 2005: Zakręcone jako Matylda
- 2005: Tak miało być jako Anita Patyk, przyjaciółka Misi
- 2005: Pogromczynie mitów jako Ula
- 2005: Klinika samotnych serc jako Marta, dziewczyna Janka
- 2005: Dziki 2: Pojedynek jako Marysia Walczakowa (odc. 2, 5)
- 2006: U fryzjera jako Dagmara „Fantazja” (odc. 4)
- 2006: Samotność w sieci
- 2006: Magiczne drzewo jako fryzjerka (odc. 6)
- 2006: Magda M. jako Olimpia Królik-Wilecka, druga żona Huberta (odc. 37)
- 2006: Kryminalni jako Magda Pałkiewicz (odc. 55–56)
- 2006–2007: Pierwsza miłość jako Marta Stańczyk, ukochana Bartka, kuzynka Emilki
- 2007–2009: Tylko miłość jako Dorota Sztern, siostra Sylwii
- 2007: Regina jako Sara
- 2007: Halo Hans! jako kelnerka Marianna Skowrońska, łączniczka „Jasna”
- 2007: Determinator jako Paula Gutowska, kochanka Zaremby
- od 2007: Na Wspólnej jako Zuzanna Hoffer
- 2008–2009, 2020–2022: BrzydUla jako Violetta Kubasińska-Hu
- 2010–2011: Prosto w serce jako Konstancja Grylak-Wójcik
- 2010: Ojciec Mateusz jako Sandra Juszczak, kochanka Brylskiego (odc. 32)
- od 2012: Przyjaciółki jako Inga Gruszewska
- 2015: Para nie do pary jako Kaśka
- 2021: Stulecie Winnych jako aktorka Ina Komornicka, żona Adama (odc. 31–32)
- 2024: Algorytm miłości jako matka Iwony (odc. 6–9)
- 2024: Powrót do życia jako Sandra Głogowska

## Teatr Telewizji
- 1997: Anka (reż. Radosław Piwowarski) − Anka
- 2001: Dotknięcia (reż. Izabella Cywińska) − Ania

## Polski dubbing

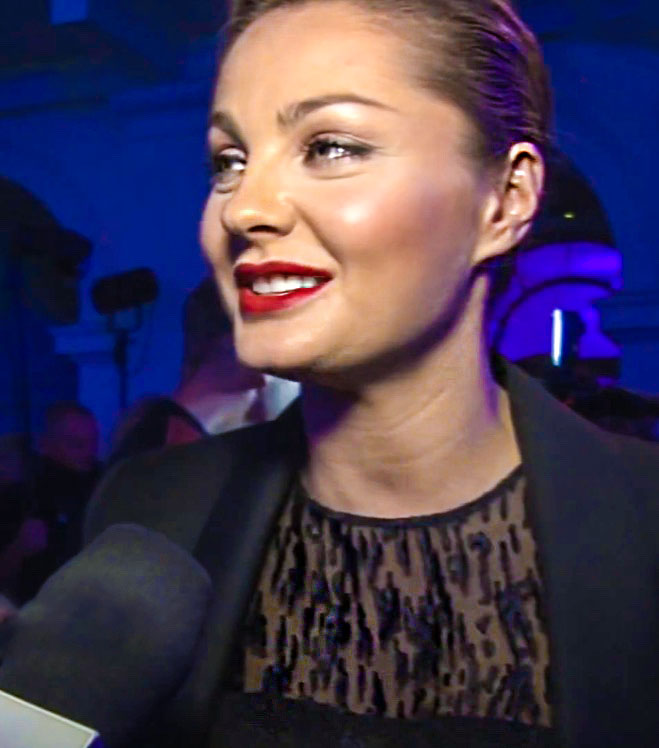
Małgorzata Socha podczas pokazu mody Paprocki & Brzozowski (2011)

- 1996: O czym szumią wierzby jako córka strażnika
- 2004: RRRrrrr!!! jako Kto
- 2005: Garbi: super bryka jako Charisma
- 2005: Kurczak Mały
- 2006: Barbie i 12 tańczących księżniczek jako księżniczka Blair
- 2006: Amerykański smok Jake Long
- 2006: Liga Sprawiedliwych bez granic
- 2007: Alvin i wiewiórki jako Claire
- 2007: Lis i Pies 2
- 2011: Smerfy jako Smerfetka
- 2011: Opowieść Wigilijna Smerfów jako Smerfetka
- 2012: Królowa Śniegu jako córka piratki
- 2013: Smerfy 2 jako Smerfetka
- 2013: Beyond: Dwie dusze jako Jodie Holmes
- 2015: W głowie się nie mieści jako Radość
- 2016: Sing jako Rosita
- 2017: Smerfy: Poszukiwacze zaginionej wioski jako Smerfetka
- 2019: Wilk w owczej skórze 2 jako Mami
- 2021: Sing 2 – Rosita[11]
- 2024: W głowie się nie mieści 2 jako Radość

## Nagrody i wyróżnienia
- 2010: Nominacja – Viva! Najpiękniejsi 2010 w kategorii Najpiękniejsza Polka[12]
- 2010: laureatka konkursu Kobieta Roku Glamour 2009 w kategorii Aktorka[13]
- 2010: Tytuł „Kobieta 2010 roku” w plebiscycie „Męska Rzecz 2010” organizowanym przez motoryzacyjny kanał TVN Turbo[14]
- 2011: Nominacja – Złota Kaczka „Filmu” w kategorii Najlepsza aktorka (Och, Karol 2, Weekend i Śniadanie do łóżka)[15]
- 2012: Nominacja – Wąż 2012 w kategorii Najgorsza aktorka (Weekend)[15]
- 2012: Nominacja – Wąż 2012 w kategorii Najgorszy duet na ekranie (Weekend; wraz z: Paweł Małaszyński)[15]
- 2012: tytuł najpiękniejszej Polki w plebiscycie Viva! Najpiękniejsi 2011[16]
- 2013: Nominacja – Wiktor 2012 w kategorii Aktor telewizyjny roku[17]
- 2013: statuetka Plejada Top Ten 2013 w kategorii Gwiazda stylu[18]
- 2013: tytuł Kobiety Dekady Glamour[19]
- 2015: Nominacja – Telekamera „Tele Tygodnia” 2015 w kategorii Aktorka[20]
- 2017: nagroda Fashion Magazine w kategorii Najlepiej ubrana kobieta kultury 2017[21]
- 2021: Telekamera „Tele Tygodnia” 2021 w kategorii Aktorka[5]

Pozycje na liście „100 najcenniejszych gwiazd polskiego show-biznesu” wg „Forbesa”
W nawiasie wycena reklamodawców
- 2009: 303. miejsce[22]
- 2010: 60. miejsce (370 000 zł)[22]
- 2011: 65. miejsce (300 000 zł)[23]
- 2012: 60. miejsce (365 500 zł)[24]
- 2013: 64. miejsce (321 000 zł)[25]
- 2014: 89. miejsce (203 333 zł)[26]